# Горшенин, Константин Петрович
Константин Петрович Горшенин (28 мая (10 июня) 1907, Алатырь Симбирской губернии — 27 мая 1978, Москва) — советский государственный деятель. Кандидат в члены ЦК КПСС (1952—1956). Депутат Верховного Совета СССР 2 и 4 созывов. Доктор юридических наук (1968), профессор.

## Биография
Родился в городе Алатырь Симбирской губернии.
- 1925—1927 — учащийся индустриального техникума, Казань.
- 1927—1929 — секретарь месткома профсоюза железнодорожников, секретарь коллектива ВЛКСМ, заведующий рабочим клубом, секретарь поселкового совета, ст. Юдино Татарской АССР.
- 1929—1930 — студент юридического факультета Казанского университета.
- 1930—1932 — студент Московского института советского права. В 1932 году окончил Московский институт советского права.
- 1932—1935 — аспирант того же института.
- 1935—1937 — заместитель директора Казанского института советского права по учебной части.
- 1937—1940 — начальник управления учебных заведений и член коллегии наркомата юстиции СССР.
- 1940—1943 — народный комиссар юстиции РСФСР.
- 1943—1948 — Прокурор (Генеральный прокурор) СССР.
- 1948—1956 — министр юстиции СССР.

Боролся за контроль над органами юстиции с председателем Верховного Суда СССР А. А. Волиным.
- 1956—1963 — директор Всесоюзного института юридических наук.
- 1963—1967 — заведующий сектором законодательства о труде и социальном обеспечении Всесоюзного НИИ советского законодательства Юридической комиссии при Совмине СССР.
- С 1967 года персональный пенсионер союзного значения.  Похоронен на Кунцевском кладбище.[3]

## Деятельность
Занимая должности Генерального Прокурора СССР и министра юстиции СССР, участвовал в репрессиях.  В 1943—1947 годах входил в состав секретной комиссии Политбюро ЦК ВКП(б) по судебным делам. Комиссия утверждала все приговоры к смертной казни в СССР.
С 1948 года возглавлял Постоянную комиссию по проведению открытых судебных процессов по наиболее важным делам бывших военнослужащих германской армии и немецких карательных органов, изобличенных в зверствах против советских граждан на временно оккупированной территории Советского Союза. Участвовал в организации процессов над немецкими и японскими военными преступниками.
В феврале 1954 года подготовил на имя Н. С. Хрущёва справку об осуждённых Коллегией ОГПУ, НКВД, Особым совещанием, Военной коллегией, судами и военными трибуналами за контрреволюционные преступления за период с 1921 по 1.2.1954, в которой указывалось точное число приговорённых к высшей мере наказания, высланных и отбывавших наказание в лагерях и тюрьмах; в ней также приводилась география размещения заключённых.
Горшенин стал одним из трех инициаторов (наравне с Георгием Жуковым и Романом Руденко) принятия совместного постановления ЦК КПСС и Совета министров СССР от 29 июня 1956 года «Об устранении последствий грубых нарушений законности в отношении бывших военнопленных и членов их семей».

## Книги
Советская прокуратура. — М.: Госюриздат, 1947.